# Campionat del món de ciclisme en pista de 1956
El Campionat Mundial de Ciclisme en Pista de 1956 es va celebrar a Copenhaguen (Dinamarca) del 27 d'agost al 2 de setembre de 1956.
Les competicions es van celebrar al Velòdrom d'Ordrup a la perifèria de Copenhaguen. En total es va competir en 5 disciplines, 3 de professionals i 2 d'amateurs.

## Resultats

### Masculí

#### Professional
| Prova                 | Or                        | Argent                       | Bronze                         |
| Velocitat individual  | Antonio Maspes · Itàlia   | Reginald Harris · Regne Unit | Oscar Plattner · Suïssa        |
| Persecució individual | Guido Messina · Itàlia    | Jacques Anquetil · França    | Kay-Werner Nielsen · Dinamarca |
| Darrere moto          | Graham French · Austràlia | Guillem Timoner · Espanya    | Walter Bucher · Suïssa         |

#### Amateur
| Prova                 | Or                       | Argent                  | Bronze                     |
| Velocitat individual  | Michel Rousseau · França | Jorge Bátiz · Argentina | Guglielmo Pesenti · Itàlia |
| Persecució individual | Ercole Baldini · Itàlia  | Leandro Faggin · Itàlia | John Geddes · Regne Unit   |

## Medaller
| Pos. | País       | Or | Plata | Bronze | Total |
| 1    | Itàlia     | 3  | 1     | 1      | 5     |
| 2    | França     | 1  | 1     | 0      | 2     |
| 3    | Austràlia  | 1  | 0     | 0      | 1     |
| 4    | Regne Unit | 0  | 1     | 1      | 2     |
| 5    | Argentina  | 0  | 1     | 0      | 1     |
| 5    | Espanya    | 0  | 1     | 0      | 1     |
| 7    | Suïssa     | 0  | 0     | 2      | 2     |
| 8    | Dinamarca  | 0  | 0     | 1      | 1     |
|      | TOTAL      | 5  | 5     | 5      | 15    |